# Henriette Méric-Lalande
Henriette Méric-Lalande, italianizzata in Enrichetta (Dunkerque, 4 novembre 1798 – Chantilly, 7 settembre 1867), è stata un soprano francese.

## Biografia

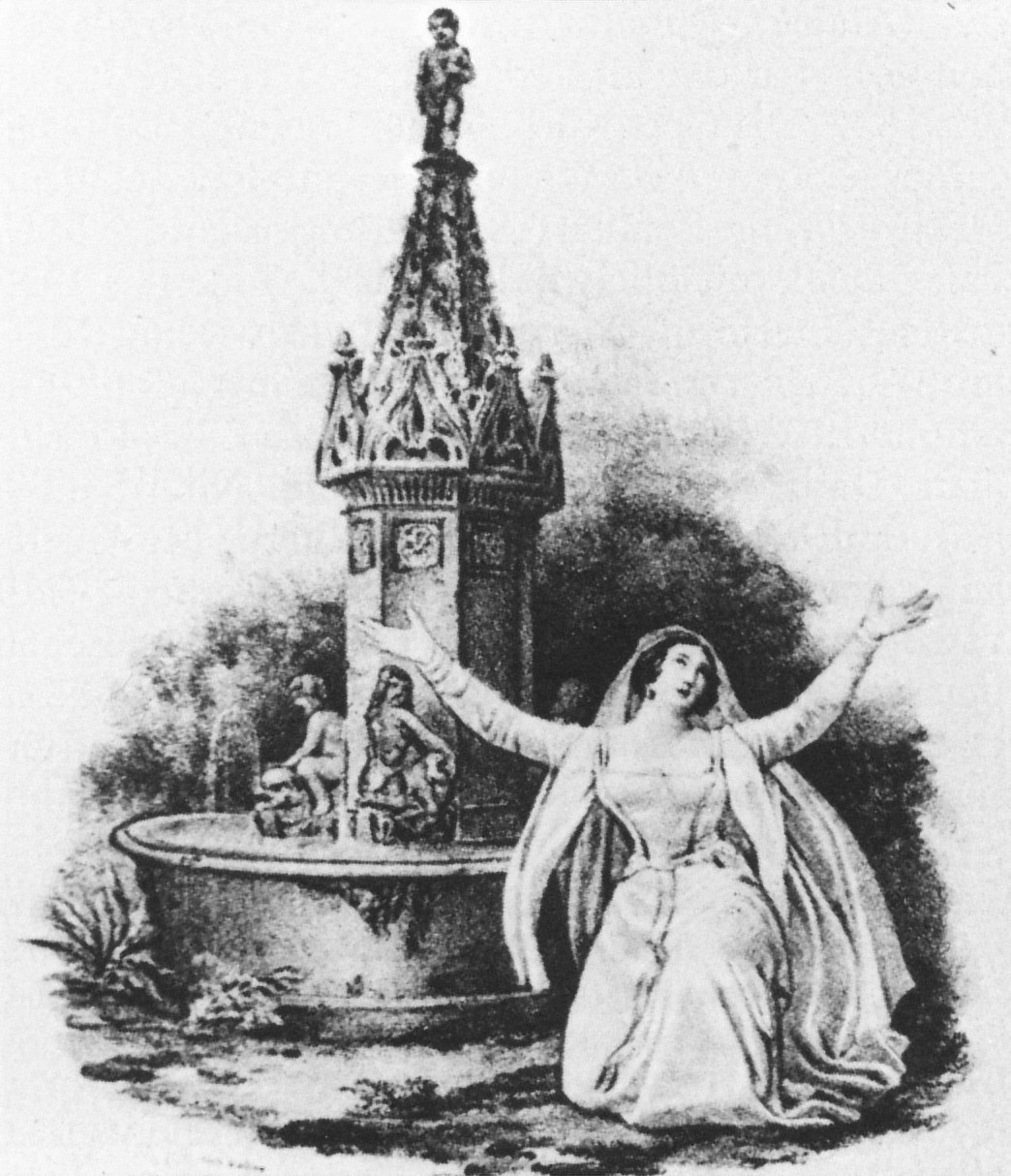
Méric-Lalande nel ruolo di Alaide ne La straniera, Milano, 1829

Studia col padre, compositore, e con i Garcìa. Dopo l'esordio nel 1823 a Parigi, cantò quasi esclusivamente in Italia, ottenendo strepitosi successi fino al 1833, imponendosi per il forte temperamento drammatico e la notevole presenza scenica.
Il 26 dicembre 1823 è Egilda nella prima assoluta di Egilda di Provenza di Stefano Pavesi con Brigida Lorenzani, Giovanni Battista Velluti e Gaetano Crivelli al Teatro La Fenice di Venezia dove nel 1824 è la protagonista della prima assoluta di Ilda d'Avenel di Francesco Morlacchi con la Lorenzani, Velluti e Crivelli, Palmide nel successo della prima assoluta di Il crociato in Egitto di Meyerbeer e Timandra nella prima assoluta di Alcibiade di Giacomo Cordella con Isabella Fabbrica ed Antonio Tamburini.
Al Teatro Regio di Parma nel 1829 è Semiramide (Rossini) con Luigi Lablache.
Era uno dei soprani preferiti di Bellini e Donizetti, che composero per lei Bianca e Fernando, Il pirata, La straniera, Zaira e la Lucrezia Borgia.
Cantò sovente col tenore Giovanni Battista Rubini.

## Vocalità e personalità interpretativa
Voce ricca e piena, estesissima, vigorosa ma molto duttile e agile e sorretta da un'ottima tecnica (anche virtuosistica), è stata un'eccellente interprete del repertorio drammatico d'agilità.

## Ruoli creati

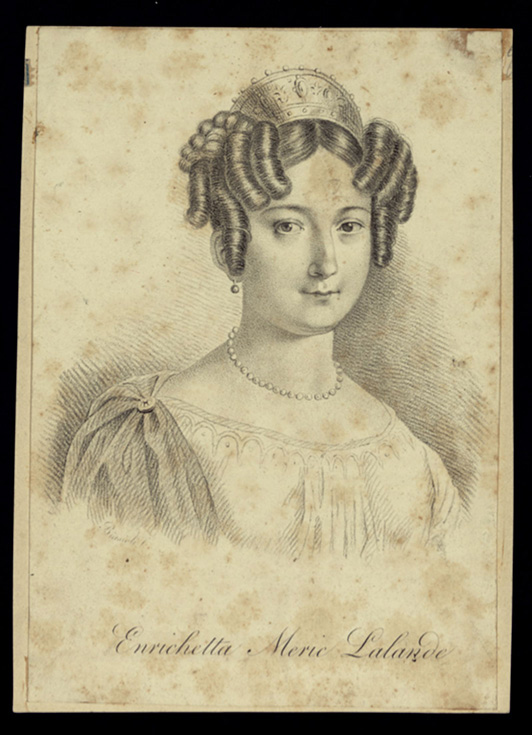
Ritratto di Enrichetta Méric Lalande, soprano (1799-1867), prima del 1830. Archivio Storico Ricordi

- Palmide ne Il crociato in Egitto di Meyerbeer (7 marzo 1824, Venezia)
- Bianca in Bianca e Gernando di Bellini (30 maggio 1826, Napoli)
- Il ruolo del titolo in Elvida di Donizetti (6 luglio 1826, Napoli)
- Imogene ne Il pirata di Bellini (27 ottobre 1827, Milano)
- Isabella di Lara ne I Cavalieri di Valenza di Pacini (11 giugno 1828, Milano)
- Mina ne L'orfano della selva di Coccia (15 novembre 1828, Milano)
- Alaide ne La straniera di Bellini (24 febbraio 1829, Milano)
- Il ruolo del titolo in Zaira di Bellini (16 maggio 1829, Parma)
- Zilia ne Il Colombo di Ricci (27 giugno 1829, Parma)
- Il ruolo del titolo in Giovanna d'Arco di Pacini (14 marzo 1830, Milano)
- Il ruolo del titolo in Lucrezia Borgia di Donizetti (26 dicembre 1833, Milano)
- Leonora di Jork in Carlo di Borgogna di Pacini (21 febbraio 1835, Venezia)
- Il ruolo del titolo in Francesca da Rimini di Borgatta (28 gennaio 1837, Genova)